# 洩湖镇
洩湖镇，是中华人民共和国陕西省西安市蓝田县下辖的一个乡镇级行政单位。

## 行政区划
洩湖镇下辖以下地区：
ID“
q11146524”在系统中是未知的。请使用一个有效的实体ID。。